# Morti nel 687
| Questa pagina contiene informazioni ricavate automaticamente dalle voci biografiche con l'ausilio del template Bio e di un bot. L'aggiornamento è periodico e automatico e ricostruisce completamente la pagina. Se manca una persona in questa lista, sei pregato di non aggiungerla, ma accertati piuttosto che la sua voce biografica contenga il template Bio e che i dati anagrafici siano correttamente compilati. Se il template Bio manca, inseriscilo tu stesso o, in alternativa, metti l'avviso {{tmp\|Bio}} che ne segnala la mancanza. Se i dati riportati sono sbagliati, correggi direttamente la voce biografica; le modifiche saranno visibili in questa lista entro pochi giorni. Per chiarimenti vedi il progetto biografie. La lista contiene solo le 8 persone che sono citate nell'enciclopedia e per le quali è stato implementato correttamente il template Bio. Pagina aggiornata al 19 ott 2024. |

- 28 gennaio - Teodoro I di Costantinopoli, arcivescovo bizantino
- 20 marzo - Cutberto di Lindisfarne, monaco cristiano, vescovo e santo anglosassone
- 21 settembre - Papa Conone, papa e vescovo (n. 630)
- Ervige, sovrano visigoto
- Mul del Kent, sovrano anglosassone
- Romualdo I di Benevento, duca longobardo
- Stefano I di Napoli, funzionario bizantino
- Al-Mukhtar ibn Abi 'Ubayd, politico arabo (n. 622)